# Медиаметрия
Медиаметри́я (англ. mediametry) — практическая деятельность по изучению и сбору численных и качественных данных медиаканала и аудитории, проводимое с целью исследования эффективности средств массовой информации.
Медиаметрические результаты используются, прежде всего, самими средствами массовой информации и их рекламодателями. Могут быть также востребованы экономистами (оценка объёма и динамики рынка рекламы и состава рекламодателей), историками, социологами (особенности медиаповедения разных целевых групп), педагогами (значимость средств массовой коммуникации в социализации детей и подростков).
Первые медиаизмерения относят к 1920-м годам — периоду формирования в США широкой сети радиовещания и расширение возможностей прессы, посредством чего появилось больше слушателей радио и читателей газет. В Японии исследованием аудитории СМИ начали заниматься в 1970-е годы, а в Великобритании с 1936 года. В 1960-е годы укрепляются позиции печати в Африке, создается Ассоциация африканских журналистов, что вызвало интерес к исследованию аудитории. В отличие от стран Запада, в Советском Союзе медиаметрические измерения не проводились до 1960-х годов. С 1980-х годов медиаизмерения стали всеобщей практикой, основное значение обрели телевизионные исследования, к этому же времени относится начало применения приборов электронной регистрации (пиплметров), фиксирующих не только количество включённых телевизоров, но и количество телезрителей. Однако, не во всех странах имеет место применение пиплметрии, например, в Швейцарии более популярен такой медиаметрический метод как радиоконтроль, поскольку там наибольшее количество радиослушателей чем в таких странах как Америка, Англия, Германия, Франция, Россия. В этих странах популярен метод пиплметрии, поскольку в них больше телевизионных потребителей, чем радиослушателей. В Германии, Франции или России работники прессы отдавали предпочтение прежде всего эффективностью журналистского воздействия на аудиторию, поэтому в этих странах популярен метод опросов и интервью.
Задачами медиаметрии считаются:
- прослеживание динамики использования рекламных предложений потребителем;
- определение размера, направленности и перспективы исследуемого медиарынка;
- выбор более результативного средства продвижения каналов;
- определение сильных и слабых сторон по отношению к конкурентам;
- исследование изменчивости и устойчивости тенденций;
- выявление коммукативной результативности медиаканалов при передаче сообщений;
- произведение оценки эффективности новейших информационных технологий с целью получения данных об общих представлениях, повадках, установках людей.

Основные средства медиаметрии — дневниковые панели, пиплметры, радиоконтроль, индивидуальные интервью, телефонные, самозаполняемые и онлайн-опросы.
Основные показатели медиаизмерений:
- GRP (англ. Gross Rating Point) — масштабность использования рекламного инструмента;
- Индекс частотности (frequency) — среднее число рекламных контактов каждого потенциального потребителя, входящего в целевую аудиторию, на которую рассчитывает производитель;
- Охват (reach) — аудитория, имеющую хотя бы один контакт с рекламной компанией в установленный промежуток времени.

Основным агрегатным медиаметрическим показателем является рейтинг СМИ.
Показатели бюджета:
- CPT (англ. Cost Per Thousand) — показатель, предоставляющий рекламодателю примерный уровень затрат на то, чтобы с его сообщением произошел контакт как минимум одной тысячи аудитории;
- CPP (англ. Cost Per Point) — удельная стоимость рекламного носителя к рейтингу отдельно взятой компании (GRP).

Результаты медиаметрических исследований зачастую считаются недостаточными для принятия решений рекламодателями в связи с ненадёжностью опросных методов из-за забывчивости и невнимательности зрителей и общей невысокой точности измерений, в том числе из-за перекоса выборки и репрезентативности данных (в частности, репрезентативность зависит от уровня проникновения информации и стоимости подключения услуги Интернет в регионах). Метод интервьюирования создает значительные территориальные ограничения. Кроме того, отсутствует официальная статистика по развитию медиасреды, поскольку характер медиапотребления зависит от медийной оснащенности населения. На развитых рынках такие задачи решают индустриальные медиакомитеты либо государственные регулирующие органы, например, в Великобритании официальной статистикой обладают специальные государственные медиарегуляторы. Ситуация на развивающихся рынках может отличаться, например, в России статистика по медиасреде беспорядочная, двойственная и фрагментарная, она представлена, как правило, в консалтинговых агентствах, занимающиеся IT-исследованиями медиарынков, однако, эти данные нередко расходятся.